# Шез Дје
Шез Дје (фр. Chaise-Dieu) насеље је и општина у централној Француској у региону Оверња, у департману Горња Лоара која припада префектури Бријуд.
По подацима из 2011. године у општини је живело 725 становника, а густина насељености је износила 53,39 становника/km². Општина се простире на површини од 13,58 km². Налази се на средњој надморској висини од 1083 метара (максималној 1.120 m, а минималној 916 m).

## Демографија
| 1962. | 1968. | 1975. | 1982. | 1990. | 1999. | 2011. |
| ----- | ----- | ----- | ----- | ----- | ----- | ----- |
| 877   | 900   | 907   | 789   | 778   | 772   | 725   |

График промене броја становника у току последњих година